# Finanszírozás
A finanszírozás a befektetések megvalósításához szükséges pénzeszközök előteremtését és racionális felhasználását jelenti.

## A finanszírozás elvei
- Rentabilitás elve: mekkora a rendelkezésre álló tőke költsége, illetve hogyan alakul a saját tőke hozama.
- Biztonság elve: a cég forgalmi folyamatát a tőke-visszafizetési kötelezettségek ne zavarják meg.
- Rugalmasság elve: a tőkeszükségletet az ingadozásoknak megfelelően rugalmasan kezeljék.
- Normativitás elve: az idegen tőke megszerzéséhez, a hitelképesség megítéléséhez bizonyos normákból indulnak ki, amelyeknek meg kell felelni.
- Likviditás elve: az adósságszolgálati kötelezettség feltételei biztosítottak legyenek.[1]

## Néhány finanszírozási fogalom

### Forint alapú finanszírozás
Olyan hitel konstrukció, melynek havi törlesztési összege a futamidő lejártáig csak a forint kamatától (BUBOR és az erre nagy hatással lévő jegybanki irányadó kamatláb) és a hitel kamatperiódusától függ.

### Finanszírozási arány
A fedezetként felajánlott ingatlan(ok) hitelbiztosítéki és forgalmi értékének hányadosa. Jelenlegi szabályozás szerint a bankok a felajánlott fedezet(ek) forgalmi értékének maximum 75%-áig nyújthatnak hitel forint alapon.